# Mas Aguilar
|  | Per a altres significats, vegeu «Mas Aguilar (Navarcles)». |

Can Grassot, Mas Perals, Mas Aguilar o Mas del Gall és una masia al terme municipal de Palamós (Baix Empordà) inclosa a l'Inventari del Patrimoni Arquitectònic de Catalunya. La masia data del segle xvi i també era coneguda amb el nom de Torre Gallarda, la qual cosa fa pensar que estava fortificada amb una torre de defensa, però actualment no en queden restes. Està situat a la falda del Puig d'en Perals encara al pla. La façana principal s'orienta a ponent. La portalada és adovellat i a la clau té la imatge en relleu d'un gall i la data 1568. A sobre una finestra renaixentista amb la inscripció "NO FACES COSA Q PENESAS" i a l'esquerra una altra amb la data 1574. A l'interior una sala amb volta i l'escala de pedra que mena al primer pis. Aquest segon nivell ha estat molt reformat però conserva les llindes amb les dates 1568 i 1578. La resta de la construcció són afegits posteriors. A la part més antiga del mut s'obren algunes espitlleres. La coberta és a dues vessants.